# リオトール
リオトール （Riotord）は、フランス、オーヴェルニュ＝ローヌ＝アルプ地域圏、オート＝ロワール県のコミューン。

## 地理

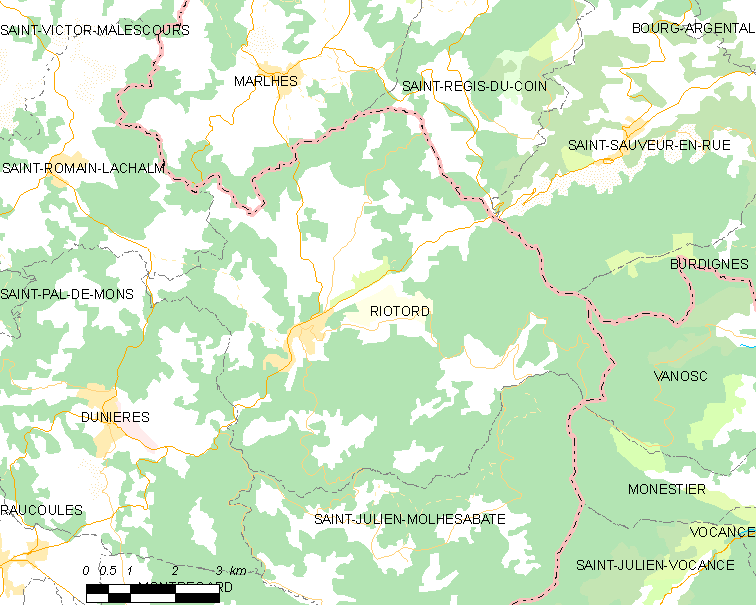
リオトールの位置

リオトールはロワール県と境界を接するコミューンで、標高1030mのトラコル峠はロワール県のサン・ソヴール・アン・リュと分け合っている。リオトールはアルデシュ県とも接しており、標高1251mのシャルス峠を通じてアルデシュ県のヴァノスクと接している。
住民は、近郊のサント＝シゴレーヌでのプラスチック製造業が減退したため、わずかに増加した。サンテティエンヌ、リヨン、アノネーと近いため、リオトールは週末の休暇場所となっている。ほとんどの場合、リオトール住民はデュニエールにあるリセか、モニストロル＝シュル＝ロワールにあるリセかコレージュのいずれかで学んでいる。アノネーと往来するバス路線はほんのわずかである。グランゼコールに進学するには、ル・ピュイ＝アン＝ヴレかサンテティエンヌに行かねばならない。冬は非常に厳しく、一度雪が降るとリオトールの村落は周辺の町から孤立してしまう。

## 人口統計
| 1962年 | 1968年 | 1975年 | 1982年 | 1990年 | 1999年 | 2006年 | 2012年 |
| ------ | ------ | ------ | ------ | ------ | ------ | ------ | ------ |
| 1640   | 1513   | 1404   | 1330   | 1228   | 1155   | 1154   | 1189   |

source=1999年までLdh/EHESS/Cassini、2004年以降INSEE